# Герасим Люка
Герасим Люка или Геразим Лука (рум. Gherasim Luca, фр. Ghérasim Luca, собственно Залман Локер (рум. Salman Locker); 10 июля 1913, Бухарест — 6 марта 1994, Булонь-Бийанкур) — румынский и французский поэт и художник, близкий к сюрреализму.

## Биография
Из семьи евреев-ашкеназов, сын портного. Входил в группу румынских сюрреалистов (Тристан Тцара, Бенжамен Фондан, Константин Брынкуши, Виктор Браунер, Джеллу Наум и др.). С 1952 жил (без документов, называя себя апатридом) в Париже, на Монмартре. Владел идиш, румынским, немецким, французским языками, перешёл на французский. Сотрудничал с сюрреалистами, но никогда не входил в группу. Дружил с Целаном. Его ближайшим другом и соавтором был художник и скульптор, также выходец из Румынии, Жак Эрольд, подругой — художница Мишлин Катти, которая участвовала в его перформансах, показанных во Франции, Швейцарии, Норвегии, Швеции, США. Оказал влияние на многих молодых поэтов, среди которых был Оливье Кадьо. Его экспериментальные стихи, близкие к саунд-арту, высоко ценил Жиль Делёз. Книги Люка переведены на английский и испанский.
В 1994 был официально выселен из квартиры «по соображениям гигиены». Покончил с собой, бросившись в Сену.

## Книги
- Roman de dragoste, Colecția Alge, 1933
- Fata Morgana, Atelierele Ramuri, 1937
- Un lup privit printr-o lupă, București, 1942.
- Iubită cantitativă, Editura Uitării, București, 1944
- Vampirul pasiv, cu o introducere asupra obiectului obiectiv găsit, Editura Uitării, București, 1945
- Un lup văzut printr-o lupă, Editura Negația Negației, 1945, с иллюстрациями Долфи Троста
- Inventatorul iubirii, urmat de Parcurg imposibilul și de Marea Moartă, Editura Negația Negației, 1945, с 5 "кубоманиями " автора
- Dialectique de la dialectique, Éditions surréalistes, Bucarest, 1945 (в соавторстве)
- Les Orgies des Quanta, Éditions de l’Oubli, Bucarest, 1946
- Amphitrite, Éditions de l’Infra-noir, Bucarest, 1945
- Le Secret du vide et du plein, Éditions de l’Oubli, Bucarest, 1947
- Héros-Limite, Le Soleil Noir, Paris, 1953
- Ce Château Pressenti, Méconnaissance, Paris, 1958, с гравюрой Виктора Браунера
- La Clef , Poème-Tract, 1960, Paris
- L’Extrême-Occidentale, Éditions Mayer, Lausanne, 1961, с гравюрами Жана Арпа, Виктора Браунера, Макса Эрнста, Жака Эрольда, Вифредо Лама, Роберто Матты, Доротеи Таннинг
- La Lettre, Paris, 1960 (роман)
- Presence de l’imperceptible. 'Vers le Non-Mental' et 'Vers la Pure Nullité', иллюстрации Поля Бюри
- Le Sorcier noir, Paris, 1996 (в соавторстве с Жаком Эрольдом)
- Sept slogans ontophoniques, Brunidor, Paris, 1963, с гравюрами Жака Эрольда, Жизель Целан-Лестранж и др.
- Poésie élémentaire, Éditions Brunidor, Vaduz, Liechtenstein, 1966
- Apostroph’Apocalypse, Éditions Upiglio, Milan, 1967, с 14 гравюрами Вифредо Лама
- Sisyphe Géomètre, Éditions Claude Givaudan, Paris, 1967, с электрической скульптурой Петра Ковальского
- Droit de regard sur les idées, Brunidor, Paris, 1967
- Déférés devant un tribunal d’exception Paris, 1968
- Dé-Monologue, Brunidor, Paris, 1969, с гравюрами Мишлин Катти
- La Fin du monde, Éditions Petitthory, Paris, 1969, с фронтисписом работы Мишлин Катти и 5 рисунками автора
- Le Tourbillon qui repose, Critique et Histoire, 1973
- Le Chant de la carpe, Le Soleil Noir, Paris, 1973, с аудиодиском автора и скульптурой Петра Ковальского (переизд. José Corti, 2001)
- Présence de l’imperceptible, Franz Jacob, Châtelet, с иллюстрациями Поля Бюри
- Paralipomènes, Le Soleil Noir, Paris, 1976, с «кубоманией» автора
- Théâtre de Bouche, Criapl’e, Paris, 1984, с гравюрами и рисунками Мишлин Катти
- Satyres et Satrape, Éditions de la Crem, Barlfeur, 1987
- La proie s’ombre, Éditions José Corti, Paris, 1991
- Le Cri, Éditions Au fil de l’encre, Paris, 1995
- La voici la voie silanxieuse, Éditions José Corti, Paris, 1997
- Un loup à travers une loupe, Éditions José Corti, Paris, 1998
- Levée d'écrou, Éditions José Corti, Paris, 2003
- Sept slogans ontophoniques, Paris, Éditions José Corti, 2008

## Каталоги выставок
- Gherasim Luca, Trost: presentation de graphies colorées, de cubomanies et d’objets: 7 Janvier — 28 Janvier 1945. Bucarest: Independenta, 1945
- Gherasim Luca: Le ton erre confit dans ciel: Exposition, 14 février-16 mars 1986. Villeneuve-d’Ascq: Musée d’art moderne, 1986